# Сандухадзе, Баграт Исменович
Баграт Исменович Сандуха́дзе (род. 20 апреля 1931, с. Орсантиа, Зугдидский район, Грузинская ССР) — российский учёный-селекционер озимой пшеницы, в особенности для Нечернозёмной зоны.
Академик РАН (2013), РАСХН (2005, членкор с 2001), доктор сельскохозяйственных наук (1993).
Заведующий лабораторией селекции озимой пшеницы и первичного семеноводства Московского НИИ сельского хозяйства «Немчиновка» (с 1979).
Лауреат Демидовской премии 2014 года.
Заслуженный деятель науки Российской Федерации (2003).
...Не могу жить без пшеницы, без гибридов, без поиска нового. Как же озимая пшеница без меня? Да и людей надо обеспечить хлебом, потому что, как говорил Некрасов, «никакая глыба золота не перевесит крошку хлеба».

## Биография
…В юности меня интересовали литература, история и философия. Я ощущал себя гуманитарием. Но в Тбилисский университет не поступил, случайно оказался в сельскохозяйственном техникуме. Окончил его с отличием. Меня направили в Москву в Тимирязевку…
Родился в селе Орсантиа Зугдидского района Грузинской ССР (Западная Грузия).
Окончил Московскую сельскохозяйственную академию им. К. А. Тимирязева (1962). Там же Баграт Сандухадзе, как вспоминал он сам, влюбился в девушку, которая работала библиотекарем: «Мы поженились. Вернулся [работать] в техникум (который окончил в Грузии — Прим.)… Однако жене климат не подошел, врачи порекомендовали жить в центральной полосе России…».
С 1963 года в Московском НИИ сельского хозяйства «Немчиновка»: аспирант в лаборатории селекции яровой пшеницы (1966—1968, в 1969 г. защитил кандидатскую диссертацию), младший, старший научный сотрудник (1963—1966, 1968—1979), с 1979 года заведующий лабораторией селекции озимой пшеницы и первичного семеноводства. В 1980—1983 гг. также заместитель директора по селекционной работе, заместитель руководителя селекцентра. В 1993 г. защитил докторскую диссертацию «Методы и результаты селекции озимой пшеницы в Центральном районе Нечернозёмной зоны Российской Федерации».
Под его началом защищены 9 кандидатских и 1 докторская диссертации.
Входит в редакционную коллегию журнала «АГРО XXI».
Председатель Союза селекционеров России (с 2003).
Являлся председателем секции озимой пшеницы отделения растениеводства Россельхозакадемии. В кабинете академика над столом висит портрет Николая Ивановича Вавилова, и Баграт Исменович Сандухадзе, как отмечают, по праву считает себя одним из его учеников.
Он — талантливый учёный и крупный специалист, что отмечается в поздравлении академика с 80-летним юбилеем от президента России Дмитрия Медведева.
Имеет около 200 научных публикаций, также за рубежом, три монографии, 15 авторских свидетельств. Труды посвящены совершенствованию методических основ селекции озимой пшеницы на продуктивность, зимостойкость, устойчивость к полеганию и вредоносным патогенам. Создатель 15 сортов озимой пшеницы «Заря», «Янтарная 50», «Немчиновская 52», «Немчиновская 86», «Московская низкостебельная», «Инна», «Памяти Федина», «Московская 39» (1999), «Галина», «Ангелина», «Немчиновская 24», «Московская 56», «Немчиновская 57», «Московская 40», «Немчиновская 17». Как отмечается на сайте РАН: «С созданием сорта Московская 39, уникального по сочетанию высокой урожайности и высокого качества зерна, стало реальным собственное производство продовольственного зерна озимой пшеницы в центре России».

Б. И. Сандухадзе осуществил научный прорыв в селекции озимой пшеницы, впервые создав для условий Центрального района сорта нового сортотипа — короткостебельные, зимостойкие, устойчивые к полеганию и наиболее вредоносным патогенам, с высоким качеством зерна и потенциалом продуктивности свыше 10 т зерна с гектара.— Из представления на Демидовскую премию, вице-президент РАН Г. А. Романенко
Награжден медалью ордена «За заслуги перед Отечеством» II степени (2007), медалью «Ветеран труда», медалью «Лауреат ВВЦ», медалями ВСХВ и ВДНХ, Золотой медалью им. П. П. Лукьяненко РАСХН, медалью «850-летия Москвы», памятной медалью «Энциклопедия. Лучшие люди России», Золотой медалью «За вклад в развитие агропромышленного комплекса России». Лауреат первой премии за внедрение научных достижений по сельскому хозяйству в Орловской области. В честь учёного назван сорт пшеницы «Баграт».

## Цитаты
- Убежден, что селекция главным образом — это искусство… Как поведут себя гибриды — могу только догадываться. То есть каждый год рождается некий сорт. Это примерно то же, как если бы в семье каждый год рождался ребенок. Но кто из него получится — литератор, певец, инженер, предсказать очень трудно. Каждый рождается со своим генетическим уклоном и идет своим путем, надо только умудриться понять, нащупать, направить этот естественный путь[7].
- Сейчас в мире производят порядка 650 млн т зерна, а нам [России] по силам производить половину этого количества. (2015)[2]
- Сберегающее земледелие необходимо, чтобы земля не осталась такой же лысой, как моя голова. Пора отказываться от вспашки. (2016)[8]

## Основные публикации
- Сандухадзе Б. И., Рыбакова М. И., Морозова З. А. Научные основы селекции озимой пшеницы в Нечернозёмной зоне России, М., РАСХН, 2003;
- Сандухадзе Б. И., Кочетыгов Г. В., Бугрова В. В., Рыбакова М. И., Беркутова Н. С., Давыдова Е. И. Методические основы селекции озимой пшеницы на урожайность и качество зерна в центре Нечерноземья России // Сельскохозяйственная биология, 2006, № 3;
- Селекция озимой пшеницы в Центральном регионе Нечерноземья России: избранные труды. М., 2011.